# Malhação (8.ª temporada)
A oitava temporada da série de televisão brasileira Malhação, foi produzida e exibida pela TV Globo de 7 de maio de 2001 a 19 de abril de 2002, em 248 capítulos.
Foi escrita por Andréa Maltarolli, com colaboração de Ricardo Hofstetter, Tiago Santiago, Patrícia Moretzsohn, Max Mallmann, Cristianne Fridman e Paula Amaral. A coordenação de texto foi de Emanuel Jacobina, com direção de Cláudio Boeckel. A direção de núcleo foi de Ricardo Waddington, e a direção geral de Edson Spinello.
Conta com as atuações de Rafaela Mandelli, Iran Malfitano, Bianca Castanho, Max Fercondini, Fernanda Nobre, Gisele Frade, Dado Dolabella e Renata Dominguez. Sidney Sampaio A canção "Te Levar", de Charlie Brown Jr., serve como tema da oitava temporada.

## Enredo
Gui (Iran Malfitano) é apaixonado por Nanda (Rafaela Mandelli), amiga de infância, que todos acham um "patinho feio", por usar aparelho nos dentes e óculos. De volta da viagem de férias no nordeste, Nanda retorna mais atraente sem o aparelho e os óculos, chamando a atenção de Léo (Max Fercondini), que passa a disputá-la com o irmão Gui. Leo impõe-se primeiro e se declara para Nanda, o que impede Gui de assumir o que sente, já que não quer ter problemas com o irmão mais novo. Nanda fica indecisa entre os dois.
Na volta às aulas no Múltipla Escolha, os irmãos enfrentam a rejeição dos colegas por causa do pai, Renato (Tato Gabus Mendes), que está implicado num escândalo de corrupção.
Valéria (Bianca Castanho), colega de classe, começa a se insinuar para Gui, mas ela se frustra ao saber que ele só tem olhos para a Nanda. Esta cede às investidas de Leo, e Gui resolve ficar com Valéria, avisando que quer usá-la para esquecer outra, o que Valéria aceita na esperança de conquistá-lo. 
Mas quando finalmente Gui e Nanda resolvem terminar os respectivos namoros e assumir o que sentem um pelo outro, os dois sofrem um grande golpe. Valéria está grávida, e usa o "golpe da barriga" para não perdê-lo. Cada vez mais obsessiva, ela planeja inúmeras intrigas.

## Elenco
| Intérprete         | Personagem                                 |
| ------------------ | ------------------------------------------ |
| Rafaela Mandelli   | Fernanda Lemos (Nanda)                     |
| Iran Malfitano     | Guilherme Ferreira (Gui)                   |
| Bianca Castanho    | Valéria Oliveira (Val)                     |
| Max Fercondini     | Leonardo Ferreira (Léo)                    |
| Fernanda Nobre     | Beatriz Albuquerque (Bia)                  |
| Gisele Frade       | Adriana Spinelli (Drica)                   |
| Dado Dolabella     | Robson Silveira Sampaio                    |
| Renata Dominguez   | Solene Ribeiro da Silva (Sol)              |
| Sérgio Abreu       | Alberto Bandini (Beto)                     |
| Sidney Sampaio     | Daniel Bittencourt (Dani)                  |
| Fernanda Souza     | Heloísa Castro (Helô)                      |
| Sérgio Hondjakoff  | Artur Malta Reymond Lopes (Cabeção)        |
| Aisha Jambo        | Naomi Ramos                                |
| Eric Muller        | Manoel Gonçalves (Farofa)                  |
| Rômulo Simões      | Alessandro Schimidt (Alemão)               |
| Renata Mattos      | Estela Mello                               |
| Lucélia Santos     | Jackeline Lemos (Jackie)                   |
| André De Biase     | Vinicius Lemos                             |
| Tato Gabus Mendes  | Renato Ferreira                            |
| Bia Seidl          | Vera Ferreira                              |
| Giuseppe Oristanio | Prof. Afonso Malta Reymond Lopes           |
| Giselle Tigre      | Profª. Linda Albuquerque Malta             |
| Fernando Pavão     | Prof. Gustavo Leal (Guto)                  |
| Antônio Grassi     | Prof. João Mendes (Jalecão)                |
| Charles Paraventi  | Prof. Afrânio                              |
| Bia Montez         | Vilma Ribeiro da Silva                     |
| Roger Gobeth       | Alfredo Fernandes (Touro)                  |
| Ricardo Kosovski   | Caio Magalhães                             |
| Helder Agostini    | Fernando Malta Reymond Lopes (Fernandinho) |
| Juliana Lohmann    | Gabriela Ferreira (Gabi)                   |

### Participações especiais
| Intérprete          | Personagem                     |
| ------------------- | ------------------------------ |
| Samara Felippo      | Érica Schimidt                 |
| Bruno Gagliasso     | Diego Malta                    |
| Maytê Piragibe      | Lili                           |
| Bruno Ferrari       | Fabio                          |
| Jerry Adriani       | Bruno                          |
| Márcio Kieling      | Bernardo Crisântemo (Perereca) |
| João Carlos Barroso | Delegado Almeidinha            |
| Rita Guedes         | Flávia                         |
| Eliete Cigarini     | Helena                         |
| Thiago de Los Reyes | Marquinho                      |
| Ângela Figueiredo   | Solange                        |
| André Barros        | Rafael                         |
| Dirce Migliaccio    | Vovó Ângela                    |
| Regina Remencius    | Marilise                       |
| Paulo Betti         | Dr. Ricardo                    |
| Guilherme Leme      | Jorge Vasconcelos              |
| Alexia Dechamps     | Lorena Bauer                   |
| Dandara Guerra      | Marcela                        |
| Miguel Nader        | Adamastor (Duplex)             |
| Newton Martins      | Seu Gonçalves (Pai do Farofa)  |
| Clara Garcia        | Profª Kátia                    |
| Andréa Leal         | Luciana                        |
| Nathalie Meg        | Manuela                        |
| Marcela Muniz       | Delegada                       |
| Paulo Gonçalves     | Gonçalves                      |
| Babu Santana        | José (Zé)                      |
| Jorge Dória         | Carmello Bandini               |
| Luiz Nicolau        | Produtor da Helô               |
| Paula Newlands      | Profa. Rosa                    |
| Herbert Richers Jr. | Tony (Pai da Drica)            |
| Tatiana Muniz       | Melissa (Mel)                  |
| Kadu Moliterno      | César Rodrigues                |
| Juliana Silveira    | Julia Miranda                  |
| Henri Castelli      | Pedro Rodrigues                |
| Miguel Oniga        | Prof. Limar                    |

## Exibição
Foi exibida na íntegra pelo canal Viva, de 7 de janeiro a 18 de dezembro de 2013, substituindo a reprise da 7.ª temporada e sendo substituída pela 9.ª temporada.
Foi reexibida na íntegra no Malhação Fast, canal fast gratuito do Globoplay, entre 19 de setembro de 2024 e 11 de março de 2025.

### Outras mídias
Em 16 de dezembro de 2024, foi disponibilizada na íntegra pelo Globoplay, como parte do Projeto Resgate.

## Audiência
A temporada 2001 de Malhação teve média geral de 27 pontos, sendo considerada um sucesso. Sua menor audiência foi na véspera de ano novo com 16 pontos. A maior audiência foi no primeiro e segundo capítulo com 34 pontos. O último capítulo da temporada conquistou média de 29 pontos.

## Trilha sonora
Não foi lançado comercialmente nenhuma trilha sonora desta temporada, porém as canções foram disponibilizadas posteriormente no site da novela.
Nacional
- Inútil - Ultraje a Rigor (tema de Vinicius)
- Por Hoje - Mariana Davis
- Ciúme – Titãs
- Disco Voador – Mr. Jam
- Quando Eu Te Encontrar - Biquini Cavadão (tema de Nanda e Gui)
- Me Deixa - O Rappa
- Fim de Semana - Nocaute
- Um Beijo Seu (Hoje Eu tô louco) – Sideral (tema geral Gigabyte)
- A Cera - O Surto
- Tudo Mudar - Charlie Brown Jr. (tema de Bia e Leo)
- Ninguém Pode - Mr. Jam
- Vem – Patrícia Coelho
- Sinos Entre Os Anjos - Paulo Miklos (tema de Gabi)
- Mapa da Mina - Rumbora
- Tudo com você - Vanessa Rangel
- Primeiros Erros - Capital Inicial
- Te Levar Daqui - Charlie Brown Jr. (tema de abertura)
- Sem Você - Fernando Forni
- Cyber Love – Vinny
- Eu e Ela – Natiruts
- Diga - Kakau Gomes
- Tô Vazando - Gabriel O Pensador
- Amor de Verdade - Paulo Ricardo
- Todo Azul Do Mar - Boca Livre e 14 Bis
- A Estrada – Cidade Negra

Internacional
- Go Let it Out - Oasis
- Original Prankster - The Offspring
- Miss You Love - Silverchair (tema de Nanda e Gui)
- Anything But Down - Sheryl Crow
- This Velvet Glove - Red Hot Chili Peppers
- Fly Away From Here - Aerosmith
- Not That Kind - Anastacia
- Wild Wild Life - Talking Heads
- Be Like That - 3 Doors Down
- Two Princes - Spin Doctors
- Turn Off The Light - Nelly Furtado
- If You Had My Love - Jennifer Lopez
- Whenever you Call – Mariah Carey e Brian Macknigth (Tema de Solene e Beto)
- Angel - Shaggy
- Don't look back in anger – Oasis
- Santeria - Sublime
- Sometimes - Britney Spears
- All The Small Things - Blink 182
- Everybody get up – Five
- Down so long – Jewel
- Chained to You - Savage Garden
- Stronger - Britney Spears
- No strings attached - N'sync
- Inside us all – Creed
- Hundreds Of Languages - Ganggajang
- The animal song - Savage Garden
- Only When I Sleep - The Corrs (tema de Nanda e Gui)
- Two beds and a coffeee machine - Savage Garden
- Wonderwall – Oasis
- Without Your Love - Joey McIntyre